# Växjö
Växjö ([˘vɛkːɧøː]) es una ciudad situada en el sur de Suecia en la provincia histórica de Småland. Es la sede administrativa del municipio homónimo y la provincia de Kronoberg, así como el centro cultural y económico de esta última. Es además sede episcopal de la diócesis de Växjö —una de las trece diócesis de la Iglesia de Suecia—, y una ciudad universitaria, al encontrarse ahí uno de los campus de la Universidad Linneo.

## Etimología
Su nombre proviene de «vägsjö» (traducible como carretera entre los lagos) debido a que la ciudad está rodeada de lagos. En el centro hay pequeños lagos como Växjösjön y Trummen que proporcionan agradables paseos a los habitantes, y en los alrededores, grandes lagos como Helgasjön y Bergundasjön son utilizados para actividades de ocio.

## Símbolos
El escudo de Växjö posee la siguiente descripción heráldica: en un campo de plata y sobre tres ondas de azur, una figura de San Sigfrido vestido de gules y con aureola de oro, sosteniendo un báculo en la mano derecha y una iglesia en la izquierda, ambos en oro.

## Historia

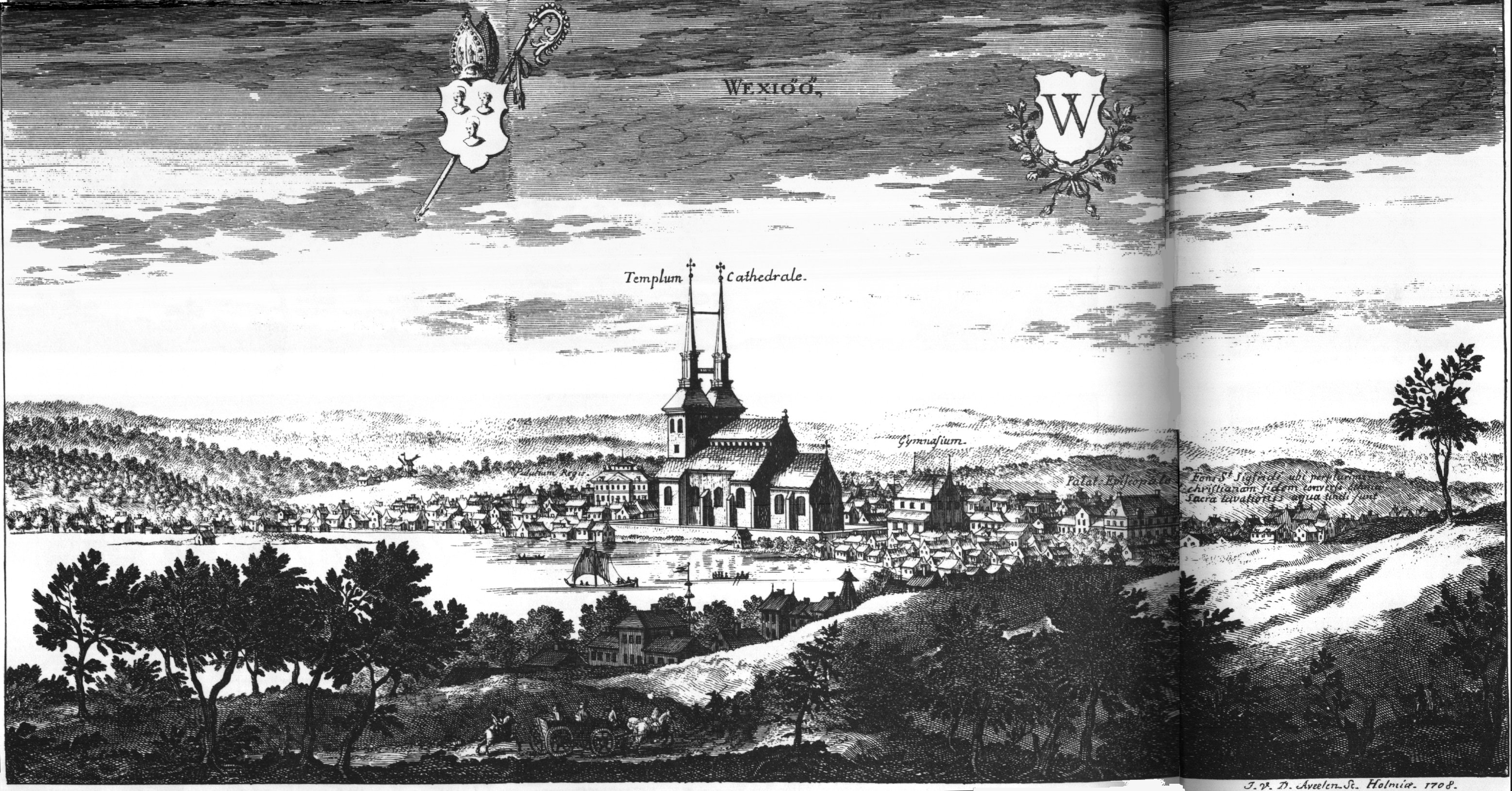
Växjö a finales del o principios del, en Suecia antiqua et hodierna.

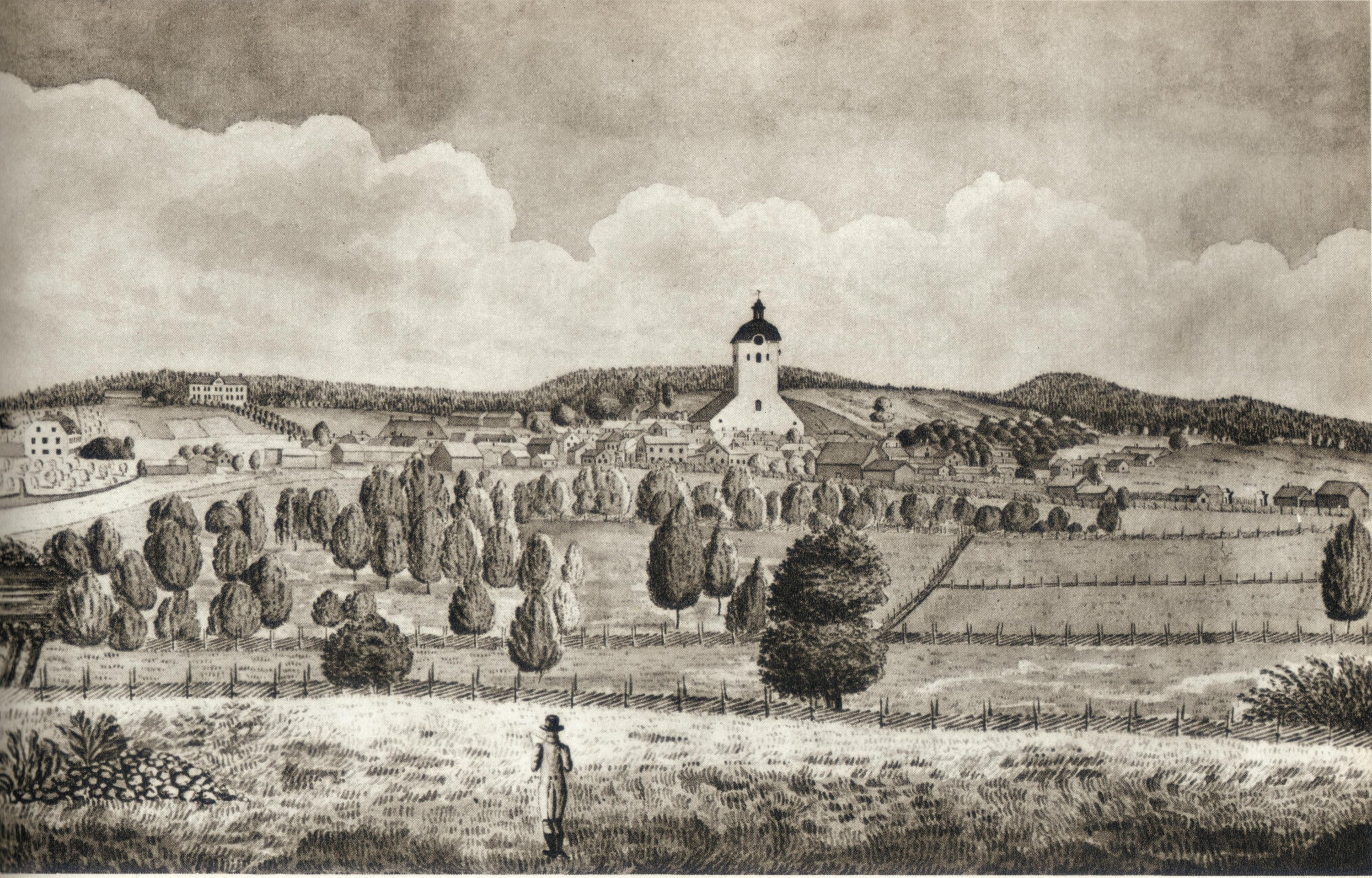
Imagen de Växjö de 1802.

Växjö creció como un sitio comercial junto al lago del mismo nombre, una zona de confluencia de rutas comerciales. Hay evidencias que para el siglo XI había ya un asentamiento urbano en el lugar. Según una leyenda medieval, el monje inglés San Sigfrido fue el primer misionero del cristianismo en Suecia y construyó su iglesia en Växjö. Esta leyenda contribuyó a que Växjö fuera designada sede episcopal en 1170 y que las reliquias de Sigfrido atrajeran a numerosos peregrinos. A pesar de ser sede episcopal, Växjö no recibió privilegios de ciudad sino hasta 1342, por decreto del rey Magnus Eriksson.
La Växjö medieval, al igual que la mayoría de las ciudades suecas de ese entonces, era una localidad pequeña, muy probablemente con unos cuantos cientos de habitantes. En invierno, durante la fiesta de San Sigfrido (Seffresmäss), la ciudad se volvía bulliciosa, pues muchos comerciantes llegaban a ella a través del lago congelado. El hospital del Espíritu Santo, mencionado por primera vez en 1318, un convento franciscano establecido en 1485, y la escuela catedralicia del siglo XIV fueron, además del obispado, las principales instituciones medievales de Växjö.
En el siglo XV el obispo de Växjö construyó el castillo de Kronoberg al norte de la ciudad, en la orilla del Helgasjön. El castillo defendía la ciudad por el norte, al mismo tiempo que se protegían las rutas comerciales. El castillo le dio nombre a la provincia de Kronoberg, que desde su creación tuvo como capital a Växjö. Por el sur se encontraba el castillo de Bergkvara, que servía de protección para un eventual ataque desde Dinamarca.
Durante la Guerra de Dacke, una insurrección campesina contra el rey Gustavo I de Suecia, la ciudad estuvo en manos del rebelde Nils Dacke y sus seguidores desde el verano de 1542 hasta inicios de 1543.
Debido a su posición cerca de la antigua frontera entre Suecia y Dinamarca, Växjö tuvo un importante papel en el comercio transfronterizo, pero también fue atacada y saqueada en varias ocasiones: 1276, 1570 y 1612. También padeció varios grandes incendios: 1799, 1838 y 1843. Después del último incendio fue remodelada en estilo imperio, convirtiéndose en uno de los grandes centros de esa corriente en los países nórdicos hasta los años 1960 y 1970, cuando los nuevos planes urbanos destruyeron la mayor parte de ese patrimonio arquitectónico.
Durante el industrialismo del siglo XIX, mientras la vecina ciudad de Jönköping se convertía en la principal ciudad industrial de Småland, Växjö permaneció como una ciudad muy pequeña, pese a la llegada del ferrocarril en 1865, que comunicó la ciudad con Alvesta. A finales del siglo Växjö recibió un fuerte golpe debido a la hambruna, que desató una fuerte emigración.
El desarrollo de Växjö empezó ya bien entrado el siglo XX. Al tiempo que se ponía en marcha un nuevo plan urbano, en 1967 se estableció en la ciudad un departamento de la prestigiosa Universidad de Lund. En 1977 este departamento se independizó, recibiendo el grado de colegio universitario y en 1999 fue renombrado como Universidad de Växjö; ésta se fusionó en 2010 con el Colegio Universitario de Kalmar para formar la Universidad Linneo. En esta misma época la ciudad experimentó un crecimiento poblacional importante.

## Patrimonio

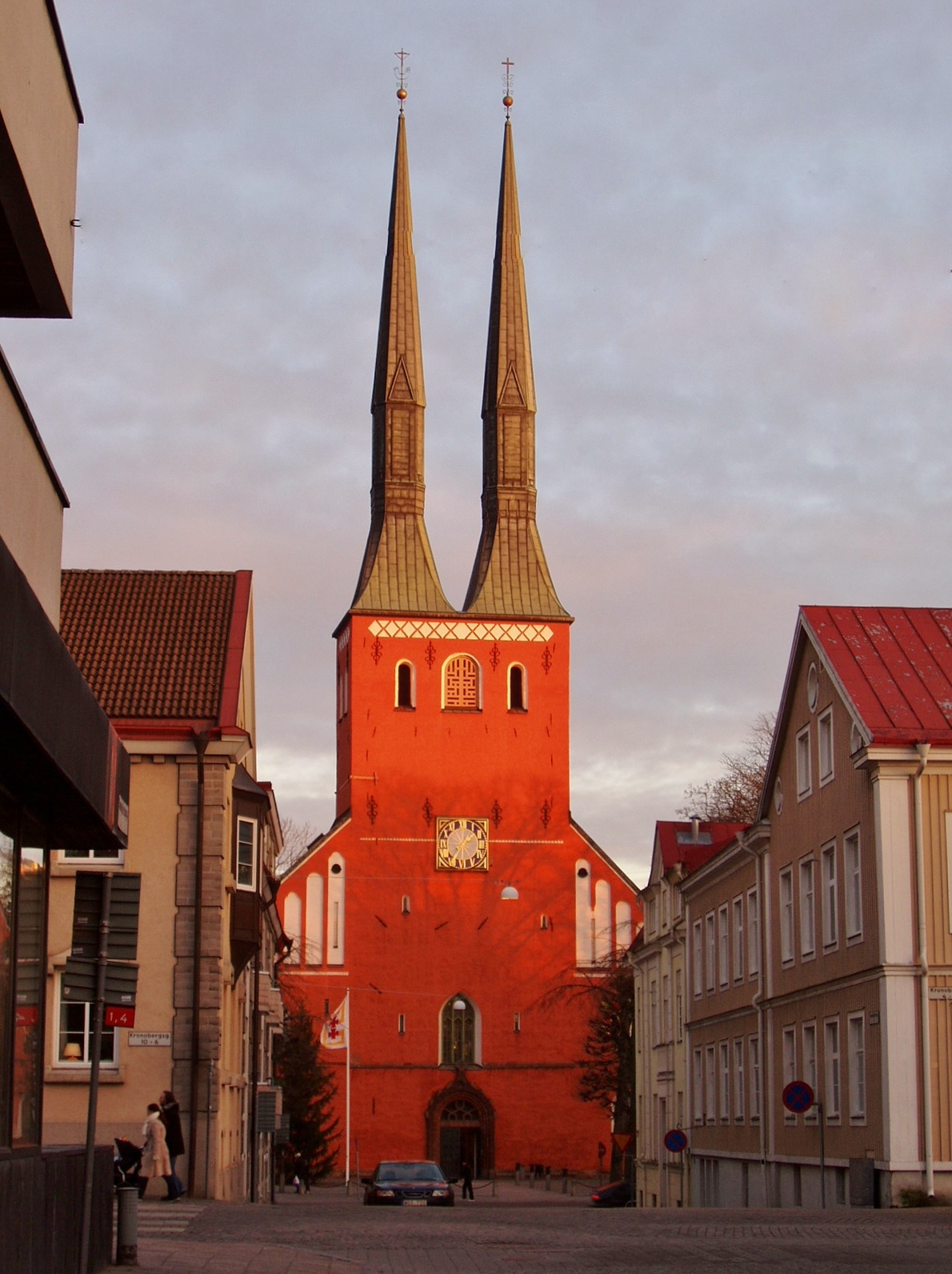
La catedral de Växjö.

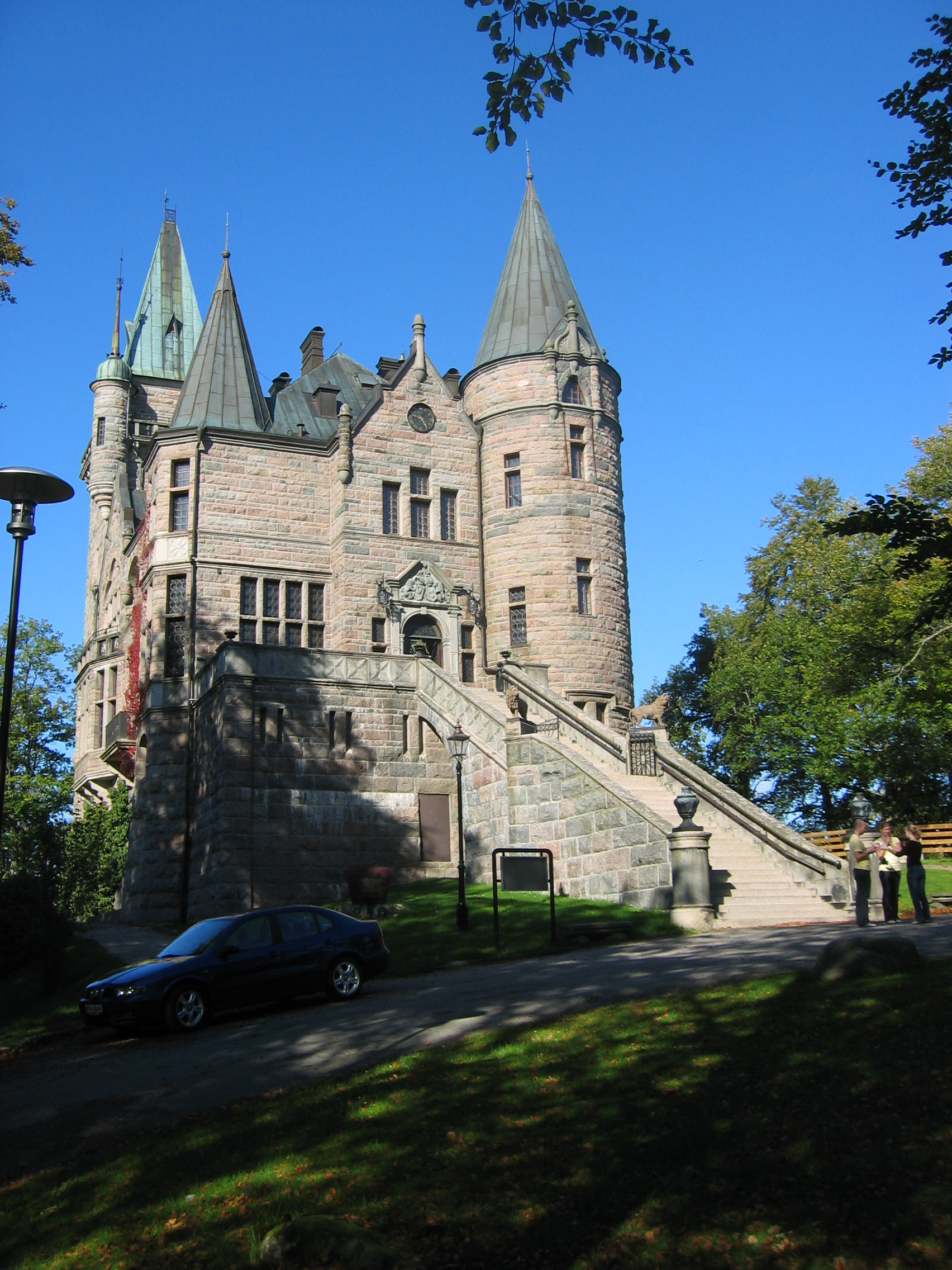
Castillo de Teleborg.

Destacable en Växjö es su catedral, situada en el centro de la ciudad en un parque en honor a Carlos Linneo. A pesar de ser catedral, es un templo de dimensiones relativamente pequeñas. Es el edificio más antiguo de la ciudad, con orígenes en el siglo XIII, aunque sujeto a varias remodelaciones a lo largo de los siglos. Fue el centro del culto de San Sigfrido durante la Edad Media. Sus características dos agujas en la torre aún dominan el horizonte de Växjö.
También su museo del cristal, ya que el área es conocida como el reino del cristal, con fábricas como Orrefors y Kosta Boda. Su biblioteca Växjö Stadsbibliotek es un agradable espacio, que destaca por su arquitectura (arquitecto: Schmidt Hammer).
El castillo de Kronoberg está al norte de la ciudad, en las orillas del lago llamado Helgasjön. Es un castillo en ruinas del siglo XV, construido originalmente por el obispo como defensa de la ciudad. Durante la Guerra de Dacke llegó a ser utilizado como base de las fuerzas rebeldes. Posteriormente fue un importante sitio defensivo en las guerras que sostuvo Suecia contra Dinamarca, pero tras el Tratado de Roskilde de 1658, el castillo perdió relevancia y comenzó su ruina.
En el sur de la ciudad estuvo situado el castillo de Bergkvara, la otra fortificación de Växjö, que siguió la misma suerte de Kronoberg cuando las fronteras suecas se desplazaron al sur y actualmente sólo son visibles las ruinas. En el mismo solar hay actualmente una fastuosa mansión neoclásica de la familia noble Posse.
Un tercer castillo es el castillo de Teleborg, una obra romántica levantada en 1900 en el barrio del mismo nombre, en la orilla del lago Trummen, junto a la universidad. Perteneció a la alta nobleza hasta la década de 1960, cuando el gobierno de la ciudad lo adquirió.

## Educación

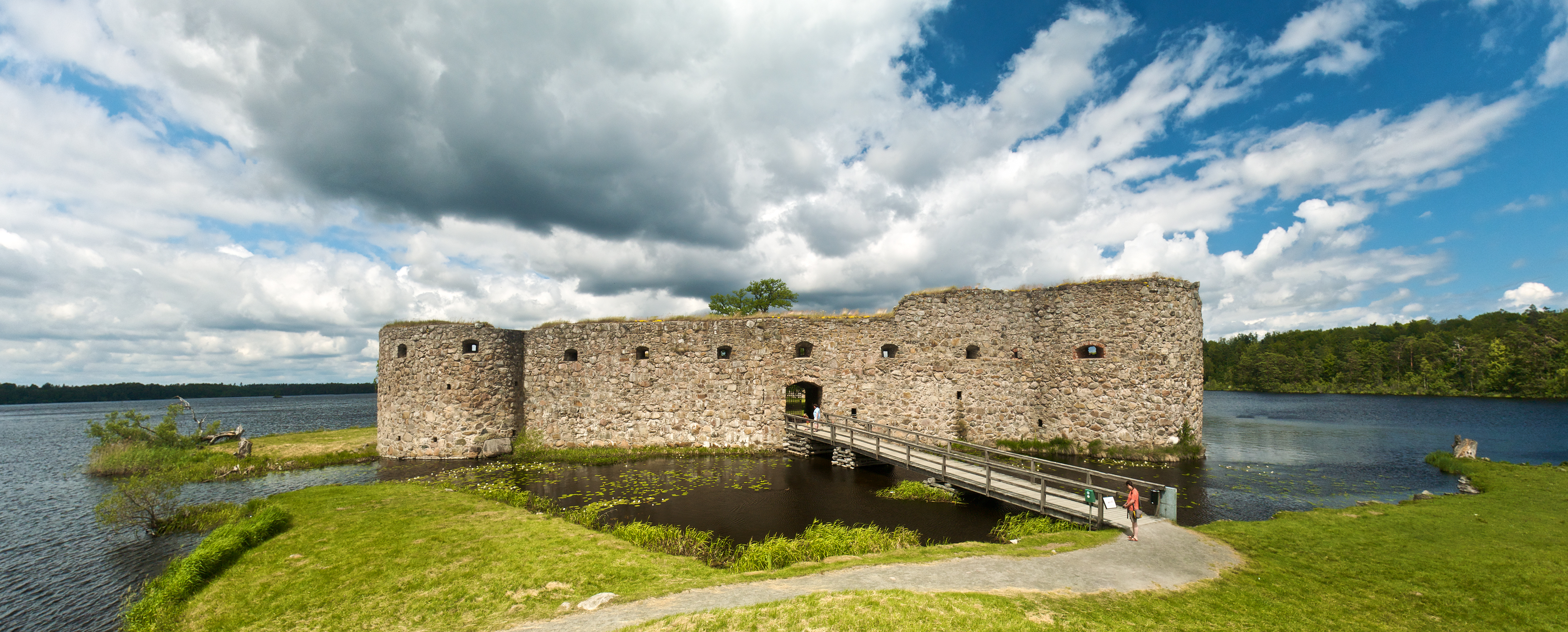
Castillo de Kronoberg

La Universidad de Växjö, situada en el barrio sur de Teleborg, es una universidad pequeña pero dinámica que proporciona un ambiente joven a la ciudad. 

## Economía
La localización de Växjö en una zona boscosa ha hecho que la producción forestal sea una de las actividades primarias más relevantes. Existen varias empresas forestales que producen madera, celulosa, papel y otros derivados; entre ellas destaca la cooperativa Södra Skogsägarna, la mayor empresa forestal de Suecia.
Visma Spcs y Boss Media son dos importantes empresas de software y sistemas de cómputo nacidas en Växjö en 1983 y 1999, respectivamente.
Una parte considerable de la energía eléctrica y térmica de la ciudad procede de Sandviksverket, una planta cogeneradora que utiliza principalmente biocarburantes.
Växjö en además un importante centro comercial regional, con numerosas tiendas y la presencia de almacenes de las grandes cadenas comerciales presentes en Suecia.
En la ciudad tienen instalaciones las transnacionales Alstom y SAAB.

## Sociedad
El 13 de abril de 1985 fue tomada en Växjö la célebre fotografía Una mujer golpea a un neonazi con su bolso, protagonizada por la ciudadana Danuta Danielsson (1947–1988).

## Ciudadanos ilustres

### Naturales de Växjö
- Thomas Ravelli, exfutbolista sueco.
- Mats Wilander, extenista sueco número 1 del mundo.
- Jonas Jonasson, periodista y escritor.
- Bjorn Englen, bajista sueco de hard rock.

### Radicados en Växjö
- Nattramn, cantante de Silencer y escritor de "Grishjärta" o "Pig's Heart" (nacido en Markaryd)
- John Lundvik, cantante (nacido en Londres, Reino Unido)